# Cantarilla

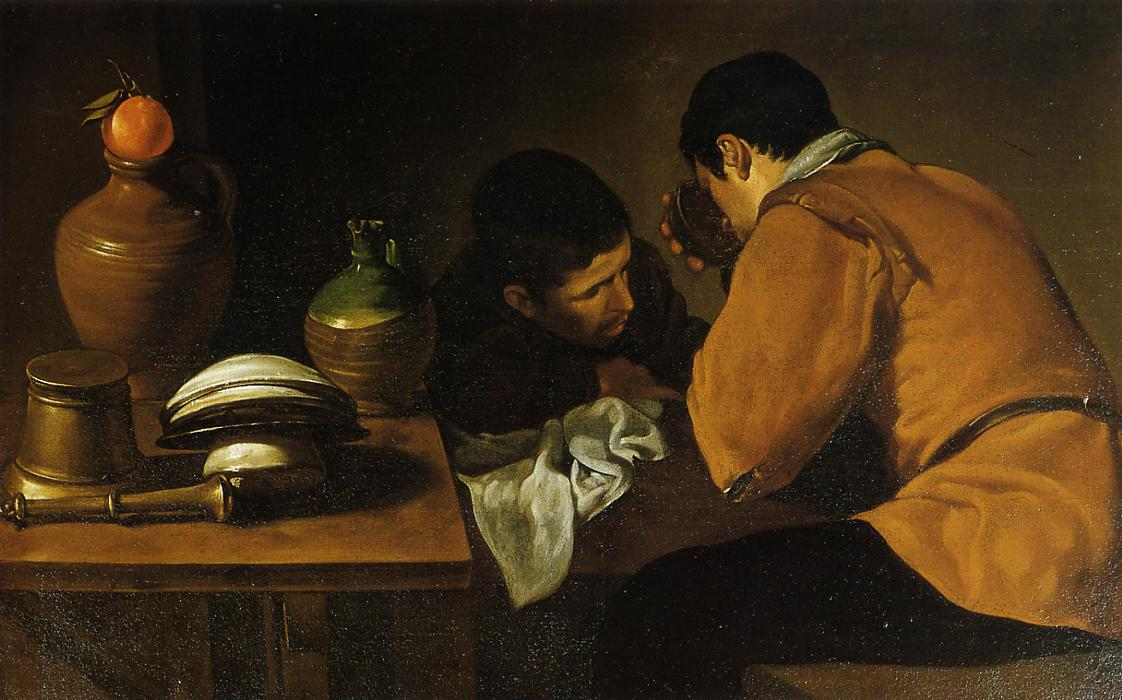
En este bodegón con varios cacharros y dos hombres beodos, atribuido a Diego Velázquez hacia 1620, se distinguen con claridad varias piezas de la cacharrería española del : la cantarilla con una naranja cubriendo su boca para perfumar el agua contenida, y a su derecha una alcuza o perula esmaltada en verde en su parte superior; unos platos de vajilla apoyados en la macilla del almirez dorado completan la composición sobre la mesa. El cuadro se encuentra en el Wellington Museum, Apsley House (Londres).

Cantarilla es un recipiente de la familia de cántaros y cántaras, pero de menor tamaño. En cerámica presenta la morfología de una vasija de barro sin vidriar, de cuerpo esférico con  una o dos asas, boca y pie estrechos y una altura aproximada en torno a los 25 cm. En tanto que el término cantarilla determina algunos modelos concretos en diferentes zonas de la geografía española, el par masculino cantarillo solo suele tener uso como diminutivo.

## Tipología
Es muy variada y en muchas ocasiones responde a cierto capricho en el uso de la terminología tradicional del lugar de origen, llegando a crearse cierta confusión. No obstante, la característica morfológica determinada por el tamaño —menor que el cántaro y muchas veces parejo a la cántara— puede considerarse un referente para su catalogación. Entre los numerosos ejemplos podrían diferenciarse varios grupos:
- Las piezas asociadas a una actividad concreta: Como la cantarilla de bailar que no responde a un modelo concreto sino al uso que se le daba en los bailes regionales. Solía ser una vasija de unos 20 cm de altura y reforzaba los atributos de habilidad y equilibrio de las mozas o mujeres que las sostenían sobre la cabeza.

- Los ejemplares sujetos a variaciones lingüísticas en función de la geografía que ocupan. Así, por ejemplo, la que en la Región de Murcia se conoce como cantarilla de espanto,[5] que se corresponde con la que en Arroyo de la Luz, en Extremadura, laman cantarillo de olla de espanto.[6]

- Los modelos con variaciones morfológicas distintivas, como la cantarilla de "pitorro gordo" y boca ancha típica de los alfares de Jimena de la Frontera (Cádiz, España). O atendiendo a su decoración, la cantarilla rizada: desde los 20 cm, con boca y pitorro "pezonados" y relieves vegetales, diseño de la cerámica de Magalló, en Fraga (Huesca) Alto Aragón, España).

- Las piezas exclusivas de un evento o festividad, como por ejemplo la "cantarilla del Henar", vasija de unos 25 cm que se producía para vender en la romería anual celebrada en el mes de septiembre en el Santuario de Nuestra Señora del Henar de Viloria en Valladolid.

Tipología
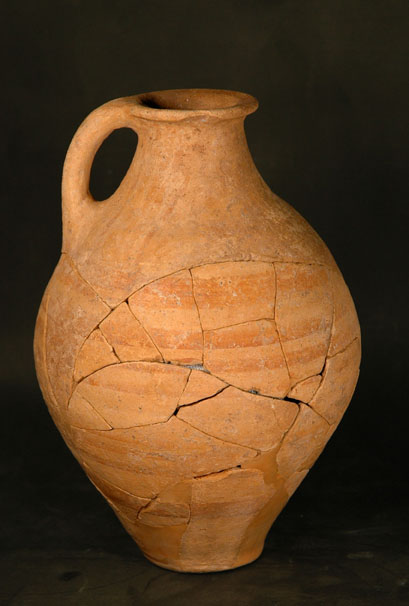
Ejemplo arqueológico de una cantarilla o jarra con asa de la cerámica ibérica pintada arcaica. Yacimiento de «l'Alt de Benimaquia» (Denia, Alicante, España).
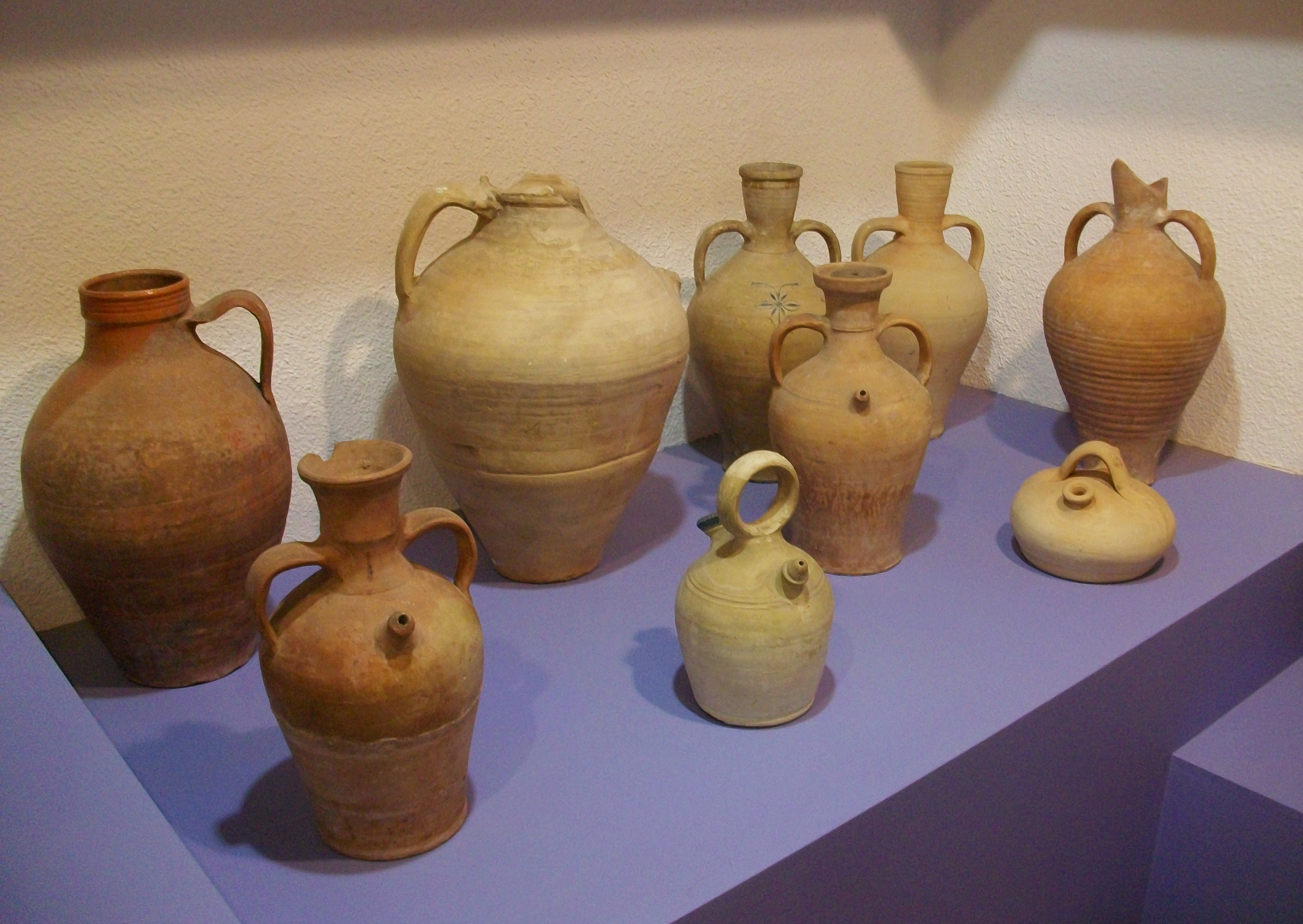
Cántaros, cantarillas y botijos, en el Museo de Etnología de Castellón de la Plana.
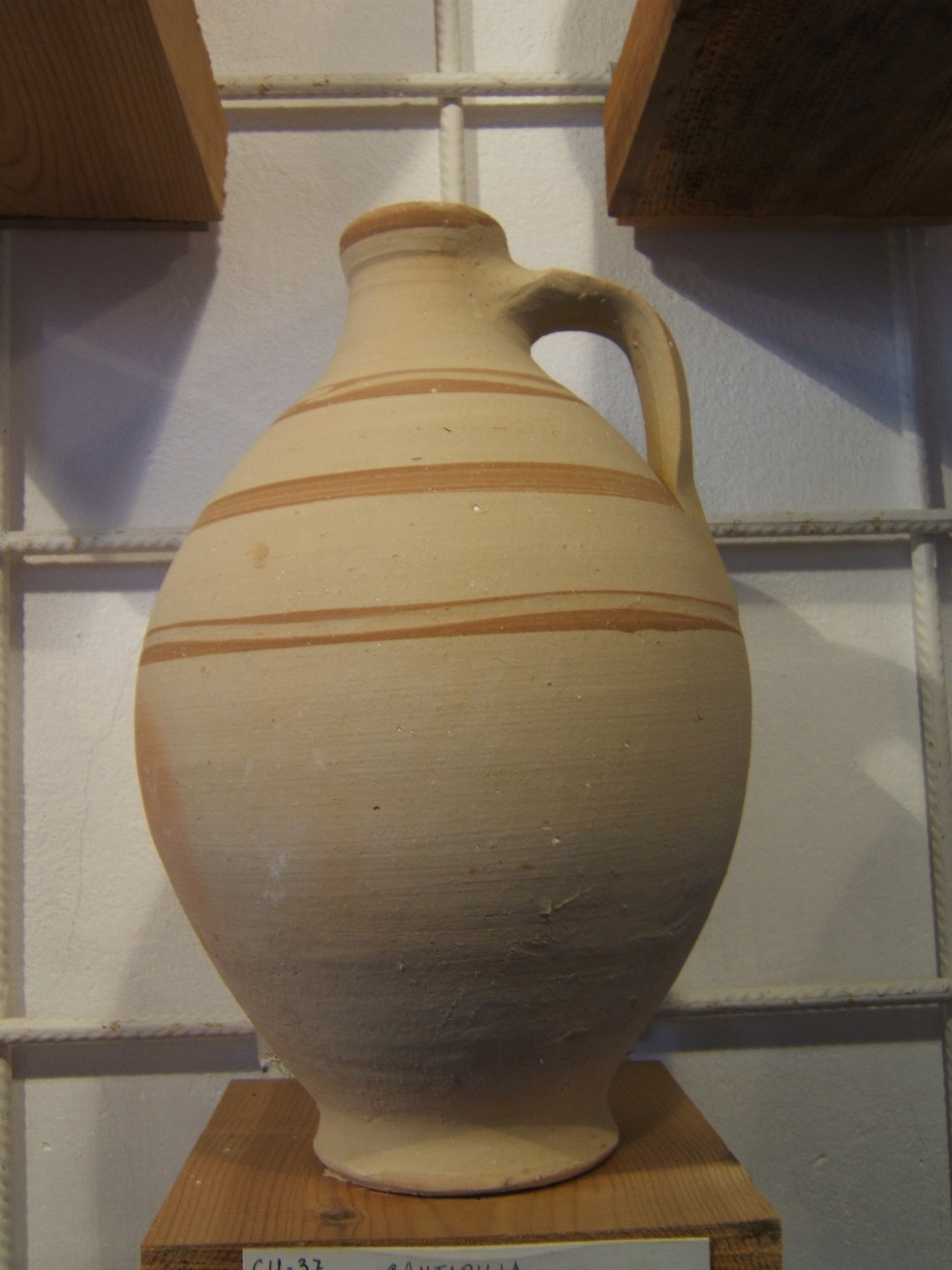
Cantarilla de Priego (Cuenca, Castilla-La Mancha, España). Museo de cerámica de Chinchilla de Montearagón.
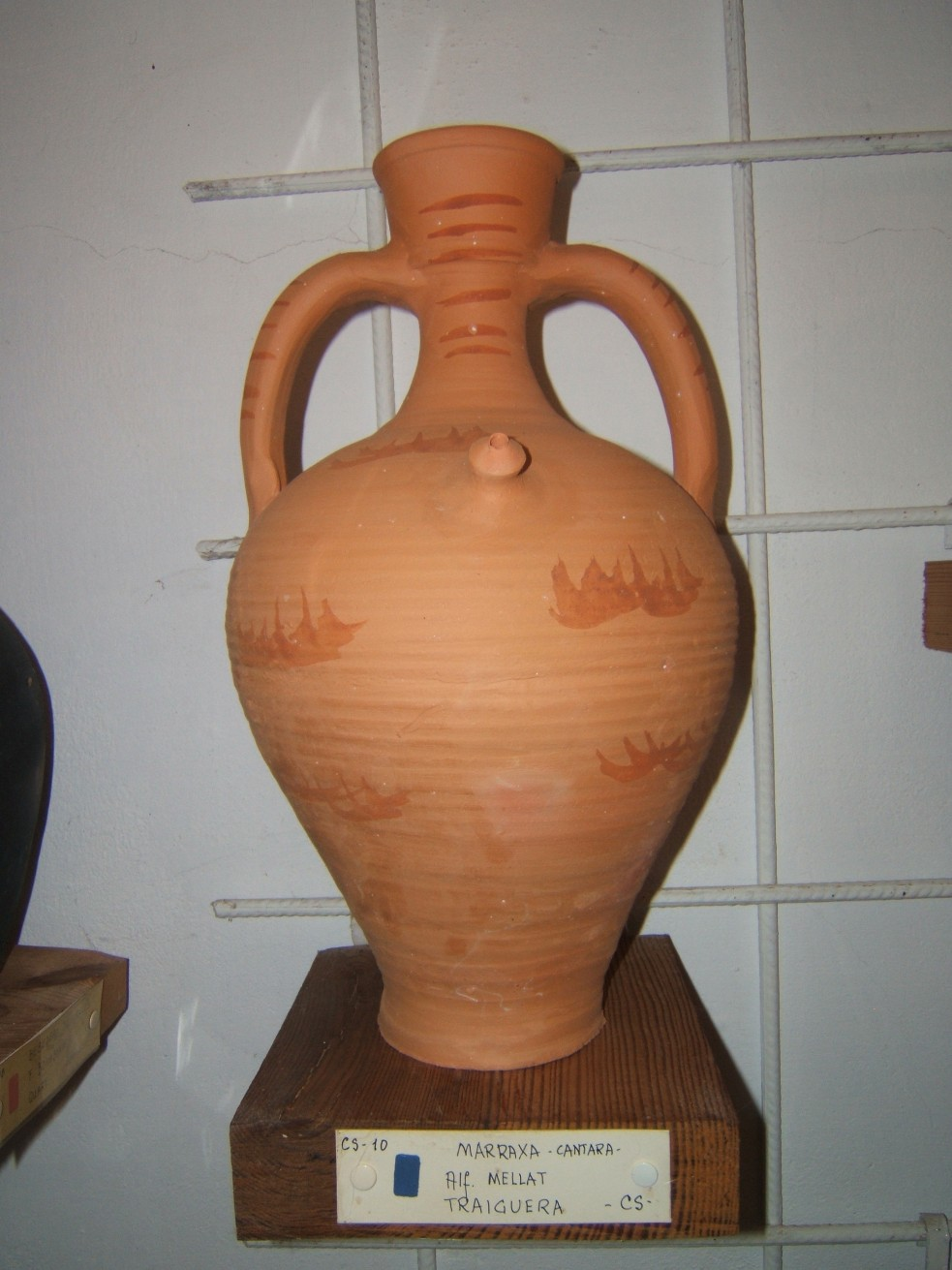
Marraxa de Traiguera (Castellón de la Plana, Comunidad Valenciana, España). Museo de cerámica de Chinchilla de Montearagón.

### Cantarillas de pitorro
Asociada por su uso y diseño a diversos tipos de botijo, en especial el botijo alforjero, y distintos ejemplos de botijillas y botijas (la "botija de calabaza" y la "botija arriera", o modelos más específicos como el «cantaret de galet»), la cantarilla de pitorro (cántaro con pito o barril de pitón) tiene como característica común el orificio protuberante de la parte superior de su panza. Suele disponer de una o dos asas y una boca estrecha, común también en la familia de los cántaros, cántaras y cantarillas.
En el Levante español se conserva la «marraxeta», hermana menor de la «marraxa», que en otros contextos puede aparecer como "marracha" o "marraixa". Es una variedad de la cantarilla de pitorro, quizá una de las de mayor envergadura fabricadas en el alfar.
Incluidos a veces en este conjunto de cantarillas de pitorro, pueden mencionarse también: el «barral de mont» de la localidad altoaragonesa de Fraga, similar al mencionado «cantaret del galet» y al botijo rallo, en especial al fabricado en Fuentes de Ebro; en la familia de los referidos rallos, sin salir del dominio aragonés, tienen cuerpo de cantarilla el "rajo" de Uncastillo, y en el sur el rallo de Huesa del Común. Y entre las piezas más ornamentadas, hay que anotar la "cantarilla rizada" de Fraga y la boteja "de ramo y pié" de los alfares de Tamarite.
En algunas zonas de La Rioja (España), el cántaro pequeño toma un término rural, el botejo, hijo lingüístico del botijo y la boteja.